# Non-conférence

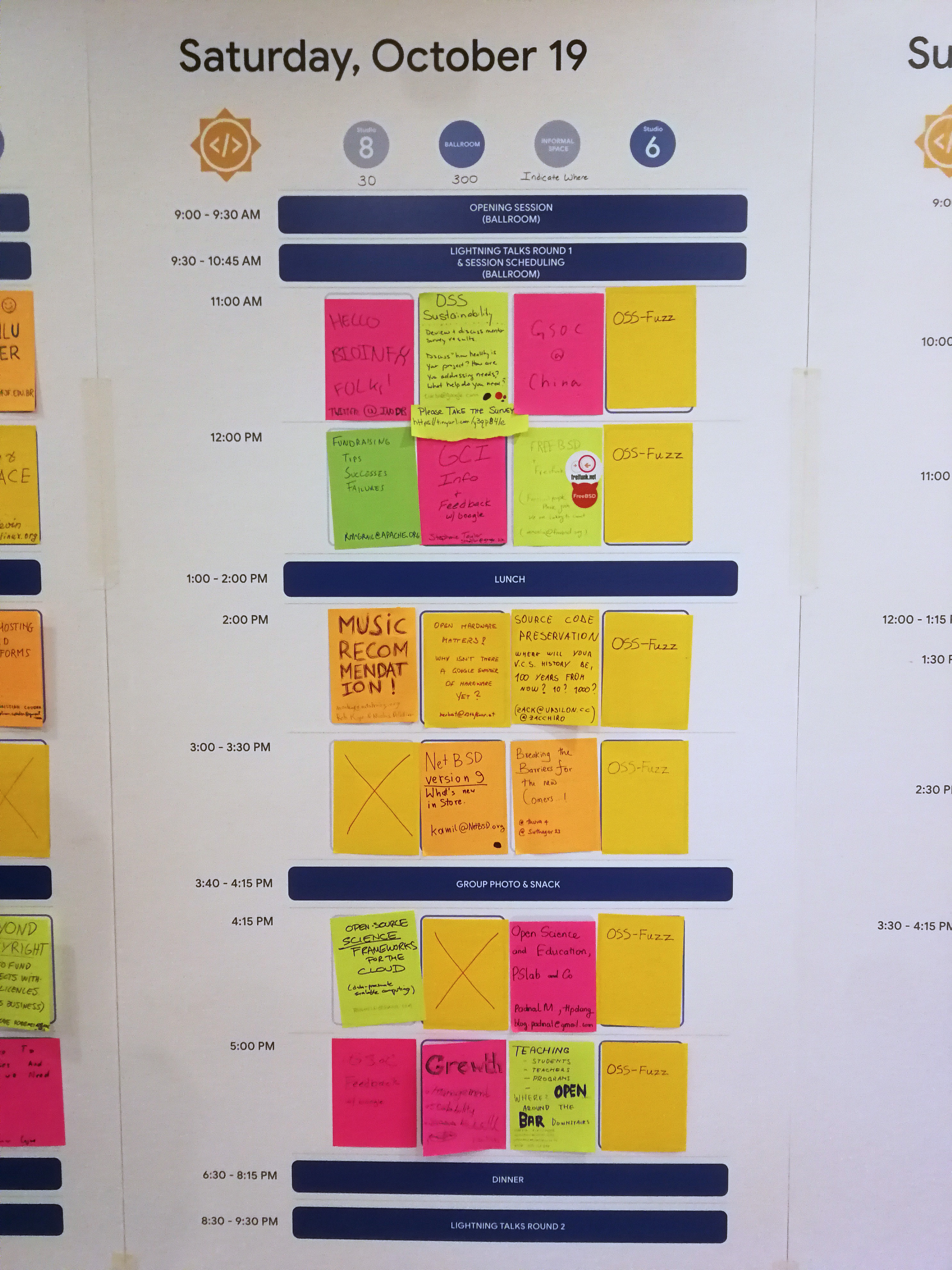
Programmation de sessions en espace ouvert lors d'une unconference (ou non-conférence)

Une non-conférence (ou unconference en anglais) est une colloque dirigée par les participants. Le terme « non-conférence » a été appliqué à un large éventail de rassemblements qui tentent d'éviter les aspects hiérarchiques d'une conférence conventionnelle,.

## Historique
Selon Tim O'Reilly, un prédécesseur d'une non-conférence fut un rassemblement organisé par Alexander von Humboldt en 1828, qui accordait moins d'importance aux discours formels et mettait plutôt l'accent sur les relations informelles.
Le terme « unconference » est apparu pour la première fois dans une annonce pour la conférence annuelle des développeurs XML en 1998.
Les non-conférences utilisent souvent des variantes de la technologie Open Space, le format/la méthode développée par Harrison Owen en 1985. Le livre d'Owen de 1993, Open Space Technology: a User's Guide, décrit de nombreuses techniques désormais associées aux non-conférences, bien que son livre n'utilise pas ce terme.

## Format
En règle générale, dans une non-conférence, l'ordre du jour est établi par les participants au début de la réunion. Toute personne souhaitant entamer une discussion sur un sujet peut demander un temps et un espace. Certaines sessions de non-conférence sont dirigées par le participant qui a suggéré le sujet ; d'autres sessions de non-conférence sont essentiellement des discussions ouvertes sur le sujet de la session. Une non-conférence est particulièrement utile lorsque les participants ont généralement un niveau élevé d’expertise ou de connaissances dans le domaine que la conférence est censée discuter.